# Іларіон (Огієнко)
Митрополит Іларіон (світське ім'я Іва́н Іва́нович Огіє́нко; 2 (14) січня 1882, Брусилів, Житомирська область —29 березня 1972, Вінніпег, Манітоба, Канада) — український науковець, єпископ ППЦ (від 1940), предстоятель УГПЦК (від 1951), політичний, громадський і церковний діяч, мовознавець, лексикограф, історик церкви, педагог. Член Київського товариства старожитностей і мистецтв, дійсний член Наукового товариства імені Тараса Шевченка (від 1922). Перший ректор Кам'янець-Подільського державного українського університету (нині — Кам'янець-Подільський національний університет імені Івана Огієнка). Ініціатор створення й голова Українського наукового богословського православного товариства в Канаді (1954), ректор заснованого у Вінніпезі Українського народного університету (1948), декан і лектор богословського факультету колегії Св. Андрія Манітобського університету.

## Біографія
Народився в містечку Брусилів, нині — селище міського типу, районний центр Житомирської області, Україна (тоді Радомишльського повіту Київської губернії, Російська імперія) в бідній селянській родині Івана та Єфросинії Огієнків. Був шостою дитиною в сім'ї.
Коли Івану ледь виповнилося два роки, внаслідок нещасного випадку (потрапив під копита коня) загинув батько.
1896 року закінчив початкову чотирирічну школу в Брусилові.
Навчався у Київській військово-фельдшерскій школі. Зі шкільним товаришем по навчанню Юхимом Придворовим (майбутнім російським поетом Дем'яном Бєдним) редагував рукописний місячник «Моя библиотека». Після закінчення 1900 року повного фельдшерського курсу, за направленням комісії працював у Київському військовому шпиталі у відділенні з психічнохворими.
У травні 1903 року в Острозі склав іспити в місцевій гімназії й отримав відповідне свідоцтво.
1909 року закінчив Київський університет св. Володимира, де відвідував філологічний семінар професора Володимира Перетца. Згодом навчався на Вищих Педагогічних курсах, працював у Київському комерційному інституті.
У грудні 1911 р. І. І. Огієнка зарахували професорським стипендіатом історико-філологічного факультету університету Св. Володимира. Він активно займається українознавчою проблематикою. 1914 року успішно складає всі іспити на звання магістра, а 1915 року починає читати перші самостійні лекції як приват-доцент кафедри російської мови та літератури університету Св. Володимира. Восени 1916 р. читає новий курс — «Історія східнослов'янського наголосу».
Іван Огієнко входить до елітарного кола національної інтелігенції, співпрацює з М. Біляшівським, М. Василенком, Б. Грінченком, М. Грушевським, Д. Дорошенком, А. Кримським, В. Науменком, А. Ніковським, В. Прокоповичем, І. Стешенком, П. Холодним, О. Черняхівським та ін. Вчиться і спілкується з університетськими побратимами Є. Бражниковим, М. Величковським, О. Грузинським, А. Гудзієм, А. Зморовичем, С. Масловим, О. Назаревським, Г. Павлуцьким, Є. Тимченком.
З початком Лютневої революції в Росії старий університет перестав існувати. Починається українізація університету Св. Володимира. Першими почали читати лекції українською мовою Огієнко та Шаровольський.
Весною 1917 р. було створено Центральну раду. Іван Огієнко, як член ради новоствореного Центральною радою Міністерства освіти, виступив з ініціативою про заснування Українського народного університету (УНУ) в Києві. Він розробив новий курс «Українська культура» й за ним у 1917 році виходить перше видання книги «Українська культура».
Належав до Української партії соціалістів-федералістів. У 1917—1918 роках відіграв значну роль в українізації вищих навчальних закладів і шкільництва. Від 1918 року — професор кафедри історії української культури Київського Українського Державного Університету.
14 січня 1918 року Огієнко виступив на Всеукраїнському Церковному Соборі у Києві з доповіддю «Відродження Української Церкви», в якій аргументовано довів право Української церкви на самостійне існування.
Улітку 1918 року виступив засновником і став першим ректором Кам'янець-Подільського державного українського університету (урочисто відкрито 22 жовтня 1918 року). Огієнко читає в університеті курс лекцій «Українська культура», за якими у 1918 році виходить друге видання книги «Українська культура».

### В уряді УНР
5 січня 1919 року Огієнка призначено міністром народної освіти УНР, яке він очолював по 9 квітня 1919 р. Він працював в урядах Володимира Чехівського та Сергія Остапенка. 17 січня як міністр освіти ухвалив для шкільного вжитку в усій Україні правила українського правопису; 30 січня видав наказ, за яким мовою викладання в усіх школах України (початкових, середніх, вищих) мала стати українська мова, у школах національних меншин дозволялося користуватися рідною мовою. 7 та 8 лютого у Вінниці видав накази, за якими у школах, що підлягали міністерству, всі дипломи, свідоцтва та атестати мали видаватися виключно українською мовою, всі написи на бланках, штемпелях і печатках також мали бути замінені на українські.
15 вересня 1919 р. молодого вченого, співрозробника плану дерусифікації церкви, програми діяльності Всеукраїнської церковної ради, кандидата на посаду керуючого, не створеного за доби Української Центральної ради, Генерального секретарства ісповідань, доповідача на Всеукраїнському церковному соборі, включеного до складу його книжкової секції 1917 p., прибічника ренесансу автокефалії Української православної церкви призначено міністром Міністерства культів (перейменованого ним в ісповідань) в урядах УНР Ісаака Мазепи та В'ячеслава Прокоповича. Відтоді І. Огієнко причетний до всіх релігійних процесів, що відбувалися на теренах України. Результати його діяльності вражаючі, хоча до певної міри, через об'єктивні причини і суб'єктивні фактори, не доведені до завершення. Зосередивши зусилля на прагненні консолідувати сили священно- і церковнослужителів, передусім на переконанні ієрархів у необхідності відродження національної української церкви, І. Огієнко впроваджує в богослужіння українську вимову, з метою уникнення складнощів, зумовлених етнічним складом місцевості, рекомендує служби проводити церковнослов'янською мовою, створює комісію з перекладу українською мовою Біблії, богослужбових текстів й плідно працює в ній, реформує систему духовної освіти, налагоджує випуск неперіодичного «Вістника міністерства ісповідань УНР», засновує, очолює й редагує упродовж року (квітень 1921 р. — квітень 1922 р.) видавництво «Українська автокефальна церква» (видрукувало накладом близько 100 тис. прим. 28 найменувань листівок і брошур).
Першими справами в уряді були вимоги до єпископів — щоби Євангеліє читалося українською мовою; проповіді виголошувалися державною мовою, служби Божі, читання та співи у церквах відправлялись за українською вимовою; висвячувались й призначалися на церковні посади у духовному відомстві ті особи, які знають українську мову. Міністр визначав місячний термін для прийняття української вимови, зазначив: особи, що не виконають наказу, позбавляться своїх посад та будуть притягнені до судової відповідальності. З ініціативи Огієнка 8 жовтня в Кам'янці-Подільському засновано курси української мови для священників, дияконів, дяків та регентів.
Від 16 листопада 1919 року, після від'їзду Директорії УНР з Кам'янця-Подільського, Огієнко став головноуповноваженим уряду.
Захоплення Кам'янця-Подільського більшовицькими військами (16 листопада 1920 року) змусило Огієнка емігрувати до Польщі.

### Урядова діяльність в еміграції

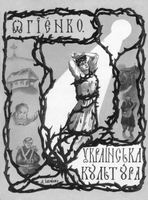
«Українська культура», 2-ге видання 1918 року

З 1920 року жив у місті Тарнів, де заснував видавництво «Української Автокефальної Церкви», що випускала брошури і невеликі за обсягом книги, автором яких був сам Огієнко. Активно співпрацював з греко-католицькою церквою. За спогадами митрополита Євлогія (Георгієвського), «православний за віросповіданням, він вважав, проте, можливим причащатися в греко-католиків». Регулярно друкував свої праці в унійній друкарні у Жовкві.
У 1921 році був членом Ради Республіки, а до 1924 року — міністром в уряді у справах віровизнання Української народної республіки в еміграції (уряду УНР в екзилі). З 1922 року був дійсним членом Наукового товариства імені Т. Шевченка. Після кількох місяців праці в уряді УНР у Тарнові, у вересні 1922 р. він перебирається до Львова на запрошення професора В. Калиновича. Не знайшовши собі помешкання у місті, І. Огієнко перебрався до Винників.

### Львівський період

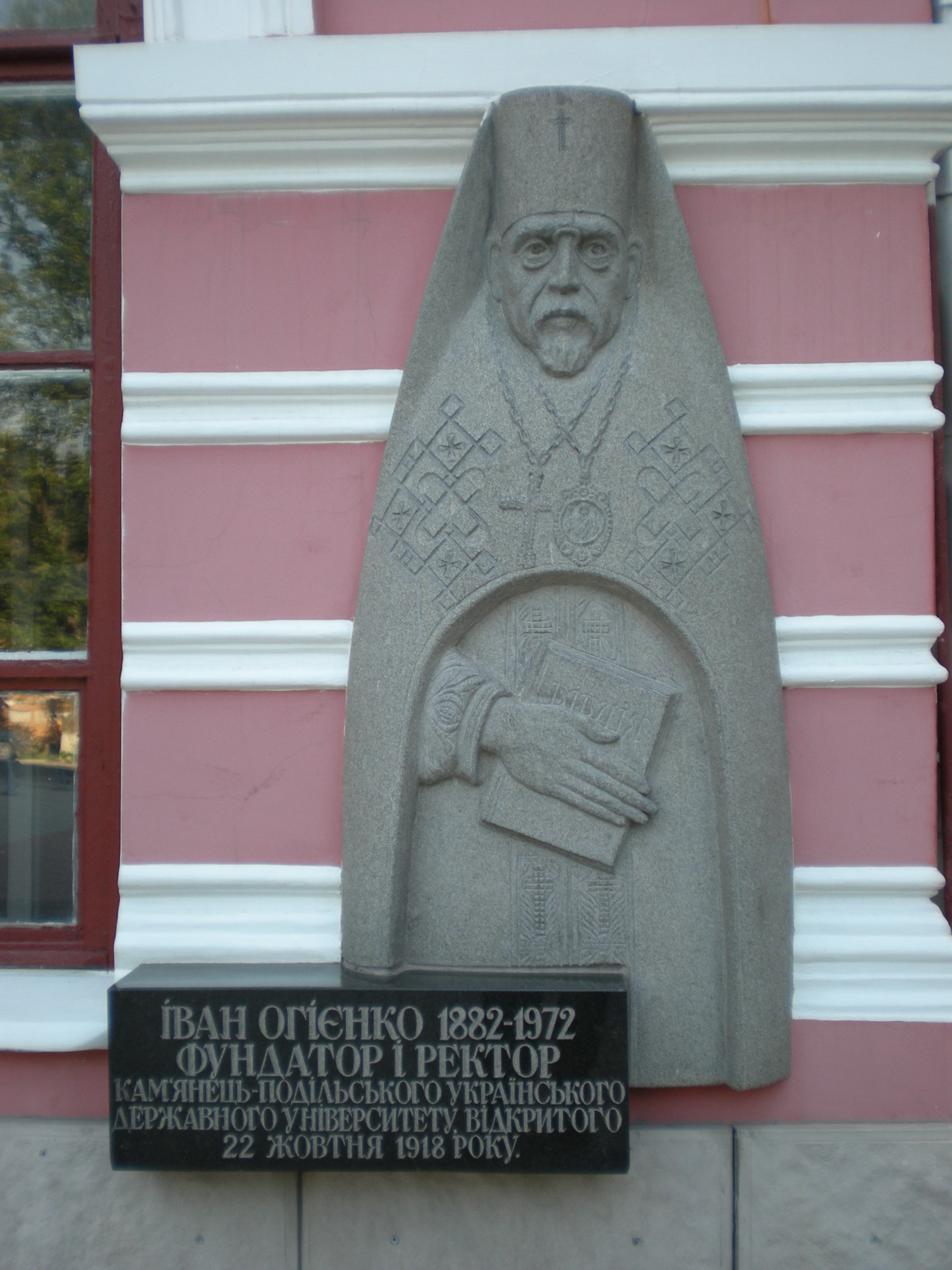
Меморіальна дошка першому ректору Івану Огієнку на стіні головного корпусу

З 1922 до 1924 року Іван Огієнко проживав у Винниках (біля Львова). Підтримував важкохворого Івана Липу і став останнім, хто бачив його живим. Вони разом працювали не покладаючи зусиль задля української справи. Винниківський період у житті І. Огієнка відзначений кількома написаними книжками, підготованим і виданим «Українським стилістичним словником» (1924 р.), а також працею над перекладом Нового Заповіту. У 1922 р. надрукував у Львові переклад Літургії Св. Івана Златоуста з грецької українською мовою. У травні 1937 р. у Львові виходить «Новий Заповіт», що є лише частиною головної праці всього життя вченого — перекладу Біблії українською літературною мовою з оригінальних давньоєврейських і грецьких текстів.
Співпрацює разом із Миколою Гнатишаком.
Коли жив у Винниках, викладав, завдяки сприянню Андрея Шептицького, українську мову і українську літературу у Львівській учительській семінарії (від 1924), з якої був звільнений за проповідування національної ідеї.
Іван Огієнко згадує: «Часто бувало, що місцева залізничка Винники-Львів через сніговії не ходила, — тоді я, разом з місцевими семінаристами, дівчатами й хлопцями пішки йшов до Львова, поборюючи снігові кучугури… Тоді були молоді сили і працювати науково, і поборювати трудні перепони до цієї праці… У Винниках тоді жив і проф. Іван Калинович, що викладав у тій же Семінарії німецьку мову. Місцева поліція не раз докучала мені…»
Протягом 1926—1932 — професор церковнослов'янської мови на Студіумі православного богослов'я Варшавського університету. Доктор філософії (1931; університет Брно, Чехословаччина, за працю: «Українська літературна мова XVI ст. і Крехівський Апостол 1560 р.»). Був звільнений польською владою як активний прихильник українізації православної церкви. Заснував і редагував у Варшаві журнал «Рідна мова» (1933—1939) і «Наша культура» (1935—1937), які сприяли популяризації української культури, норм єдиної літературної мови серед українців за межами УРСР, виступав проти русифікаторської політики тогочасного керівництва радянської України.
Виступав як творець нової наукової дисципліни — палеотипії, що розумілася ним як галузь знання про книжки старого друку («стародруки»).

## Церковна діяльність

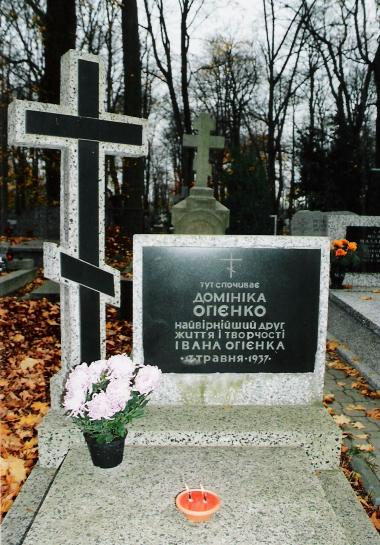
Могила Домініки Огієнко на православному цвинтарі у Варшаві

Овдовів у 1937 року після смерті дружини Домініки Данилівни.
6 жовтня 1940 р. Іван Огієнко звернувся з прощальною промовою до тих, хто знав його як професора.
9 жовтня 1940 року був пострижений в чернецтво в Яблочинському Свято-Онуфрієвському монастирі митрополитом Діонісієм (Валединським), предстоятелем Польської православної церкви. Іван Іванович Огієнко взяв собі ім'я Іларіон.
20 жовтня 1940 року на Холмському соборі українських православних єпископів, на святій Даниловій горі, був висвячений у єпископа Холмського і Підляського. Хіротонію провели: митрополит Діонісій (Валединський), предстоятель Польської православної церкви, архієпископ Празький Саватій та єпископ Люблінський Тимофій (Шретер). Його зусиллями у 1943 р. у Холмі засновується вища духовна школа, яка незабаром перетворилася у православний центр. Як архієрей організовував українську церкву на Холмщині за допомогою введення української мови в богослужіння. Виголосив сотні проповідей, багато з яких були видані або розійшлися в рукописних списках. Заснував в єпархії друкарню і видавництво, велику єпархіальну бібліотеку, що налічувала десятки тисяч томів. У цей же період написав безліч віршованих (писав вірші з юних років) і прозових творів, в основному духовно-повчального змісту.
16 березня 1944 р. Іларіона підвищили до сану Митрополита Холмського і Підляського. З цією важливою подією його привітав колишній Гетьман України Павло Скоропадський.
Здійснював українізацію церкви на Холмщині шляхом запровадження української мови у богослужіння. Від 16 березня 1944 року — митрополит Холмський і Підляський Православної Церкви в Генерал-губернаторстві.
Московський Патріархат негативно оцінював «українізаторську» діяльність владики Іларіона, але визнає канонічний характер його єпископської хіротонії.
Влітку 1944 p., залишаючи Холмщину, німці здійснили примусову евакуацію керівного духовенства української православної церкви, що діяла на теренах Польщі. Того ж року Огієнко змушений був емігрувати в Словаччину, потім до Швейцарії (жив у Лозанні). 18 травня 1946 р. прийшло запрошення на проживання в Канаді, а у вересні 1947 року емігрував до Канади.
На пропозицію ієрархів Української автокефальної православної церкви у веденні митрополита Полікарпа (Сікорського) від 1947 року про поєднання, владика Іларіон у той час не підтримав цієї ідеї.
А 13 березня 1949 року, митрополит Іларіон, разом із двома ієрархами Константинопольського патріархату, єпископами Богданом (Шпилькою) та Орестом (Чорняком), у катедрі єп. Богдана у Нью-Йорку, проголосили створення «Української й Карпаторуської Митрополії всієї Північної й Південної Америки», а владику Іларіона було інтронізовано на «митрополита УПЦ всієї Північної і Південної Америки». Проте, ця митрополія не отримала продовження, бо вже 28 квітня того ж року із неї вийшов єпископ Орест. Кінцево митр. Іларіон відмовився від існування цієї митрополії у серпні 1951 року.

До 8 серпня 1951 р., того дня, коли його обрали першоієрархом Української греко-православної церкви в Канаді митрополит Іларіон служив і працював у парафії Св. Покрови у Вінніпезі.

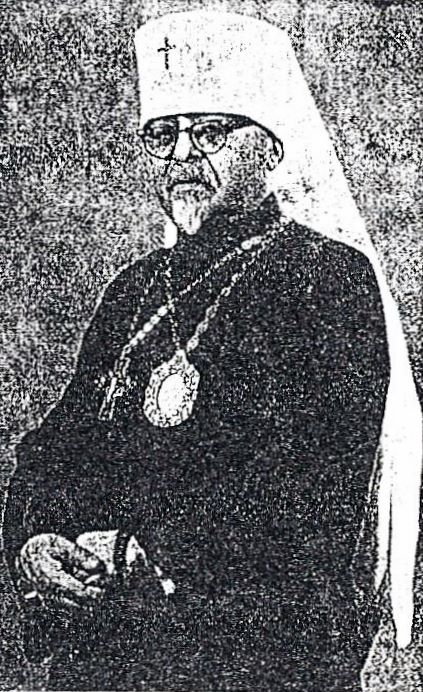
Митрополит Іларіон (Іван Огієнко)

8 серпня 1951 року на Надзвичайному Соборі у Вінніпезі обраний предстоятелем Української Греко-Православної Церкви у Канаді і митрополитом Вінніпегу. Огієнко доклав чимало зусиль для організації та розбудови українського національно-культурного та релігійного життя у Канаді. Заснував Теологічне товариство (нині: «Теологічне товариство митрополита Іларіона»), здійснив реорганізацію богословського факультету Манітобського університету, перетворивши його в Колегію ім. св. Апостола Андрія (готував православних священиків для українських громад в усьому світі). Ініціатор створення й голова Українського Науково-Богословського товариства. Ректор заснованого у Вінніпезі Українського народного університету (1948), декан і лектор богословського факультету колегії Св. Андрея Манітобського університету. Розгорнув велику науково-дослідницьку та видавничу діяльність. Він — засновник, видавець і редактор журналів «Слово істини» (1947—1951 pp.). Відновив видання і продовжував редагування науково-популярного журналу «Наша культура» (1951—1953, від 1954 — «Віра і культура»).
23–30 квітня 1960 року у Вінніпезі відбувся Акт Духовної Злуки (єднання) всіх трьох українських православних церков — Української Греко-Православної Церкви Канади, Української Православної Церкви в США та Української Православної Церкви в Екзилі (з центром в Західній Німеччині).
Огієнко рішуче засуджує політичне керівництво Союзу РСР з його «зматеріалізованою психологією», утискування прав людини, зокрема свободи совісті, нищення пам'яток культури, сповідування руйнівної ідеології, якій протистояти, на його думку, могла лише «єдина Христова наука». Тільки ті, хто вірують, наголошував владика, в існування Бога та живуть згідно з «наукою Христа», мають силу боротися з матеріалістичним світоглядом і його наслідками. Боротьбі з ними, утвердженню високих ідеалів духовності віддав своє життя член УНТ в Києві, НТШ, УВАН, почесний член Британського закордонного біблійного товариства та інших товариств митрополит Іларіон.

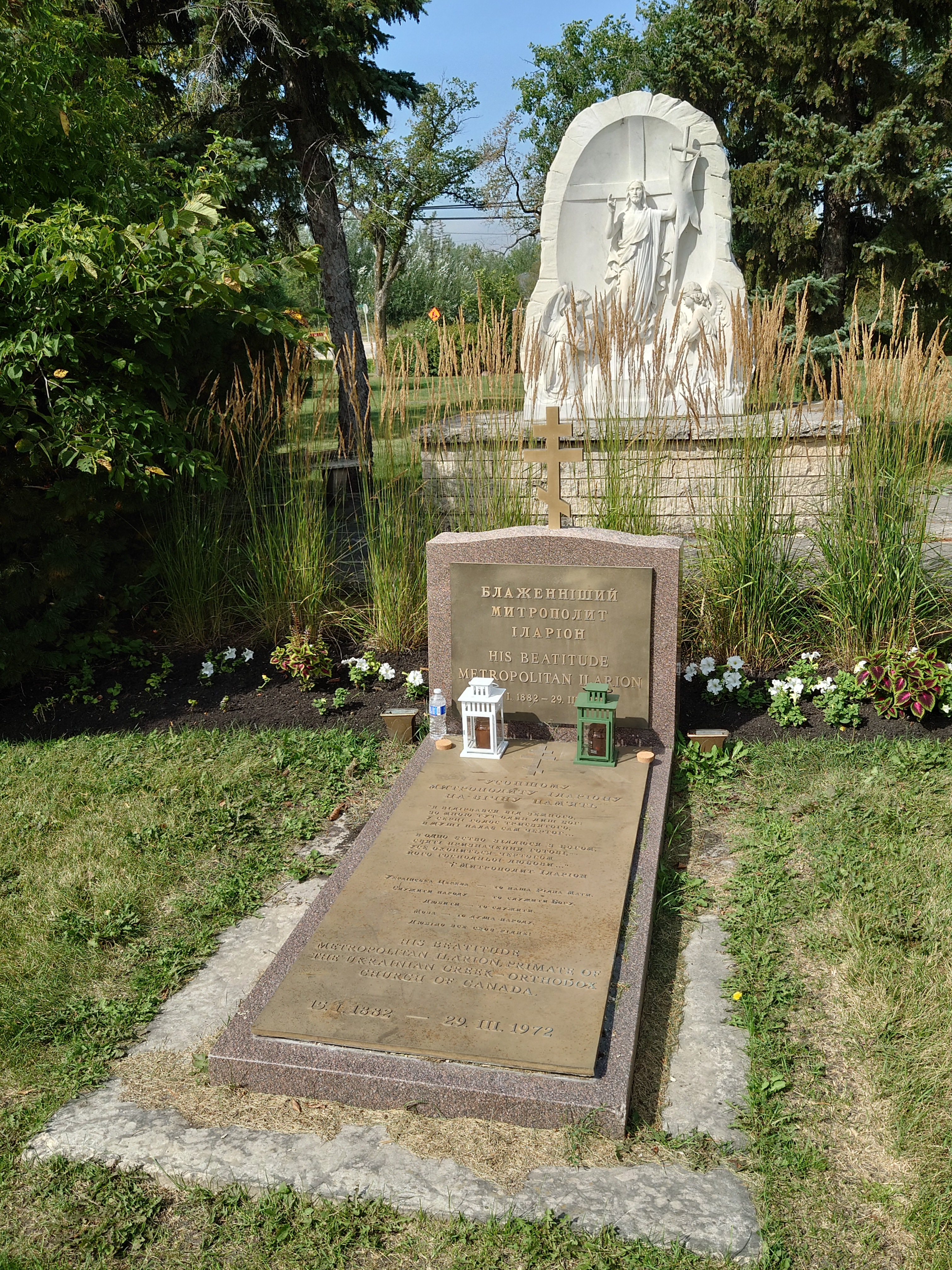
Могила Митрополита Іларіона

Останній період його життя, незважаючи на недуги, позначений інтенсивною творчою працею. Митрополит Іларіон створює низку біографічних портретів подвижників Української православної церкви, вперше складає українську патрологію, збагачує богословську науку історико-канонічними працями, творами педагогічними, літературними й мовознавчими. Останні проходять через усі періоди його життя і творчості. Загальний реєстр публікацій ученого, як засвідчується у вступній статті до збірника матеріалів Всеукраїнської огієнкознавчої конференції (1997 p., Київський міжрегіональний інститут удосконалення вчителів ім. Б. Грінченка), налічує 1848 назв.
Справа життя Івана Огієнка (працював 1936—1955) — переклад Біблії, що до сьогодні є неперевершеним надбанням українського народу.
Іван Огієнко
Похований на кладовищі Ґлен Еден, неподалік від Вінніпега.

## Перекладач Св. Письма

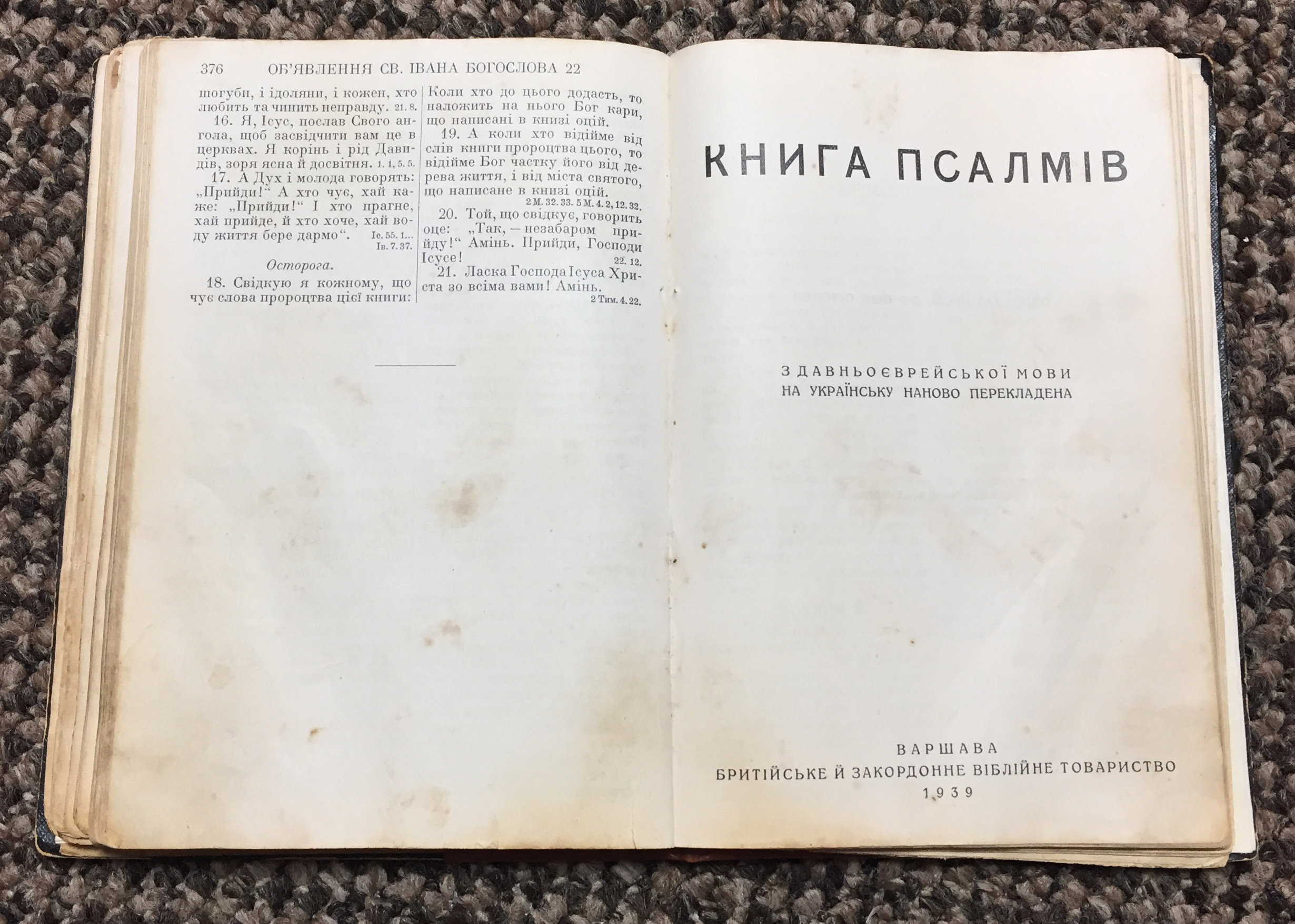
Розворот Нового Завіту з книгою Псалтир 1939 року

1922 року надрукував у Львові переклад Літургії Івана Золотоустого з грецької українською. У травні 1937 року в Львові виходить «Новий Заповіт», що був лише частиною головної праці всього життя вченого — перекладу Біблії українською літературною мовою з оригінальних давньоєврейських і грецьких текстів. Поставив перед собою завдання: перекласти Біблію на сучасну українську, якомога точніше передавши зміст оригіналу. Британське Біблійне товариство уклало з перекладачем договір про видання книги. Огієнко працював над перекладом з 1931 до 1938 року, але й багато пізніше він удосконалював текст Біблії для нових видань. В 1939 році був опублікований «Новий Заповіт і Псалтир». Повністю фундаментальний переклад (який включає і неканонічні книги) «Біблії або книг св. Письма старого і Нового Заповіту» вийшов у Лондоні в 1962 році на 1529 сторінках.
В 1995 році в Україні заснована Премія імені Івана Огієнка, за 15 років достойниками премії стали 110 діячів у галузі літератури, культури, мистецтва й наук.
У 2002 році частину архіву митрополита Іларіона передано Україні канадською владою.
Помер митрополит у м. Вінніпег; похований на православній секції Меморіального парку «Ґлен Іден».

## Літературна діяльність

### Мовознавча літературна діяльність
У колі наукових інтересів Огієнка-мовознавця були проблеми кириличної палеографії, історії старослов'янської та української мов, будови, стилістики та культури української мови, питання українського правопису. Під час навчання в аспірантурі Київського університету Святого Володимира (1910–1914) впорядкував перші 6 словників навчального, історичного, правописного та термінологічного типів: «Словарь неправильних, трудных и сомнительных слов», «Словарь ударений в русском языке и правила русского ударения», «Словарь неправильных, трудных и сомнительных слов, синонимов и выражений в русской речи», «Словарь общеупотребительных иностранных слов в русском языке», «Орфографический словарь», «Словарь военно-исторических терминов».
Огієнко — автор «Десяти мовних заповідей свідомого громадянина»:
| | 1. Мова – то серце народу: гине мова – гине народ. 2. Хто цурається рідної мови, той у саме серце ранить свій народ. 3. Літературна мова – то головний двигун розвитку духовної культури народу, то найміцніша основа її. 4. Уживання в літературі тільки говіркових мов сильно шкодить культурному об’єднанню нації. 5. Народ, який не створив собі соборної літературної мови, не може зватися свідомою нацією. 6. Для одного народу мусить бути тільки одна літературна мова й вимова, тільки один правопис. 7. Головний рідномовний обов’язок кожного свідомого громадянина – працювати для збільшення культури своєї літературної мови. 8. Стан літературної мови – то ступінь культурного розвою народу. 9. Як про духовну зрілість окремої особи, так і про зрілість цілого народу судять найперше з культури його літературної мови. 10. Кожний свідомий громадянин мусить практично знати свою соборну літературну мову й вимову та свій соборний правопис, а також знати й виконувати рідномовні обов’язки свого народу. |
| — Іван Огієнко (митрополит Іларіон). Рідна мова / Упоряд., авт. передмови та коментарів М. С. Тимошик. — К. : Наша культура і наука, 2010. — С. 40-41. | |

Основні праці:
- Історія української культури (1918, 1991, 1992, 2002).
- Український стилістичний словник (1924).
- Історія українського друкарства (1925, 1983, 1994).
- Костянтин і Мефодій. Їх життя та діяльність (1926).
- Нариси з історії української мови. Система українського правопису (1927, 1990).
- Пам'ятки старослов'янської мови X—XI віків (1929).
- Українська літературна мова XVI-го ст. і український Крехівський Апостол. Том перший; — Том другий (1930).
- Історія української літературної мови (1950, 1995, 2001, 2004).
- Граматичні основи української літературної мови (1951).
- Український літературний наголос (1952).
- Наша літературна мова. Як говорити й писати по-літературному [Архівовано 3 серпня 2020 у Wayback Machine.] (1954, 1969).
- Фортеця православ'я на Волині. Свята Почаївська лавра [Архівовано 4 березня 2016 у Wayback Machine.] (1961).
- Біблія або книги св. Письма старого і Нового Заповіту (1962)
- Етимологічно-семантичний словник української мови (Т. 1–4, 1979—1995).

### Немовознавча літературна діяльність
Українська культура
- Іван Огієнко (1917). Українська культура. Київ: Друкарня Української Центральної Ради. 36 стор. (Видання Українського Військового Генерального Комітету)
- Іван Огієнко (1918). Українська культура. Київ: Видавництво Книгарні Є. Череповського. 272 стор. (jpeg на elib.nlu.org.ua [Архівовано 6 серпня 2020 у Wayback Machine.])
- Іван Огієнко (1922). Українська культура. Катеринослав-Ляйпціґ: Українське видавництво в Катеринославі. 272 стор. (pdf на chtyvo.org.ua [Архівовано 17 липня 2020 у Wayback Machine.])
- Іван Огієнко (1970). Українська культура. Вінніпеґ: Волинь. 272 стор. (djvu на diasporiana.org.ua [Архівовано 17 липня 2020 у Wayback Machine.])
- Іван Огієнко (1991). Українська культура. Київ: Абрис. 272 стор. ISBN 5-7707-1680-0 (pdf на http://irbis-nbuv.gov.ua [Архівовано 21 липня 2020 у Wayback Machine.])

Огієнко — автор багатьох наукових праць з українського мовознавства, історії церкви, культури, канонічного права:
- Огієнко І. Українська церква. Т. 1 : Нариси з історії Української Православної Церкви / Іларіон Огієнко. — Прага: Вид-во Юрія Тищенка, 1942. — 234, 2 с. — (Наукова бібліотека «Ют» ; ч. 16–18). [Архівовано 6 серпня 2020 у Wayback Machine.]
- Огієнко І. Українська церква. Т. 2 : Нариси з історії Української Православної Церкви / Іларіон Огієнко. — Прага: Вид-во Юрія Тищенка, 1942. — 221, 3 с. — (Наукова бібліотека «Ют» ; ч. 19–21). [Архівовано 6 серпня 2020 у Wayback Machine.]
- Огієнко І. Історія українського друкарства. Т. 1 : Історично-бібліографічний огляд українського друкарства XV—XVIII в. в. / проф. Ів. Огієнко. — Львів: Накладом Наук. т-ва ім. Шевченка, 1925. — 418 с. — (Збірник філологічної секції Наукового товариства ім. Шевченка ; т. 19–21). [Архівовано 8 серпня 2020 у Wayback Machine.]
- Головніші правила українського правопису / під ред. І. Огієнка. — Тарнів: Рідна мова, 1922. — 30 с. [Архівовано 26 січня 2019 у Wayback Machine.]
- Іван Іванович Огієнко. Род. 1882 р. : Київ, 1908 р. // Українська Муза: од початку до наших днів / під ред. О. Коваленко, 1908. — Стб. 1141—1146 : Київ: Друк. П. Барського. [Архівовано 20 вересня 2020 у Wayback Machine.]
- Огієнко І. Український стилістичний словник: підруч. кн. для вивчення укр. літ. мови / проф. І. Огієнко. — Львів: З друк. Наук. т-ва ім. Шевченка, 1924. — 496 с. [Архівовано 6 серпня 2020 у Wayback Machine.]
- Огієнко І. Українська літературна мова XVI-го ст. і український Крехівський Апостол: літ.-лінгвіст. монографія. Т. 1–2 / проф. Іван Огієнко. — Варшава: Друк. Синодальна, 1930. — 520, 192 с. — (Студії до української граматики ; кн. 7, 8). [Архівовано 3 серпня 2020 у Wayback Machine.]
- Огієнко І. Історія церковно-слов'янської мови. Ч. 1 : Костянтин і Мефодій, їх життя та діяльність: іст.-літ. монографія / проф. Іван Огієнко. — Варшава: М-во В. Р. і П. О., 1927. — 324 с. — (Студії до української граматики ; кн. 3). [Архівовано 21 вересня 2020 у Wayback Machine.]
- Огієнко І. Історія церковно-слов'янської мови. Ч. 2 : Костянтин і Мефодій, їх життя та діяльність: іст.-літ. монографія / проф. Іван Огієнко. — Варшава: М-во В. Р. і П. О., 1927. — 400 с. — (Студії до української граматики ; кн. 4). [Архівовано 8 серпня 2020 у Wayback Machine.]
- Огієнко І. Історія церковно-слов'янської мови. Т. 5 : Пам'ятки старо-слов'янської мови Х–XI віків: іст., лінгвіст. і палеогр. огляд з повною біблогр. та альб. 155 знимків з пам'яток з кирилів. транскрипцією. / проф. Іван Огієнко. — Варшава: М-во В. Р. і П. О., 1927. — 493 с. — (Студії до української граматики ; кн. 5). [Архівовано 8 серпня 2020 у Wayback Machine.]
- Огієнко І. Українська мова: бібліогр. покажч. л-ри до вивч. укр. мови: порадник студ., вчителям і всім тим, хто бажає найкраще вивчитись укр. мови / Іван Огієнко. — Київ: Вид-во Книгарні Є. Череповського, 1918. — 88 с. [Архівовано 10 серпня 2020 у Wayback Machine.]
- Огієнко І. Рідне писання. Ч. 2 : Словник місцевих слів, у літературній мові не вживаних / проф. др. Іван Огієнко. — Жовква: Друк. оо. Василіян у Жовкві, 1934. — 154, 2 с. — (Бібліотека рідної мови. Науково-популярний тримісячник / видає проф. д-р І. Огієнко ; ч. 3). [Архівовано 3 серпня 2020 у Wayback Machine.]
- Огієнко І. Орудний відмінок однини слів жіночого роду приголосної відміни: іст. порівнявчий нарис до усталення укр. правопису / проф. Іван Огієнко. — Жовква: Друк. оо. Василіян, 1923. — 8 с. [Архівовано 3 серпня 2020 у Wayback Machine.]
- Огієнко І. Нариси з історії української мови: система українського правопису: попул.-наук. курс з іст. освітленням / проф. Іван Огієнко. — Варшава: б. в., 1927. — VIII, 216 с. — (Студії до української граматики ; кн. 2). [Архівовано 3 серпня 2020 у Wayback Machine.]
- Огієнко І. Повстання азбуки й літературної мови в слов'ян [Архівовано 6 серпня 2020 у Wayback Machine.] / проф. д-р Іван Огієнко. — [Жовква]: Друк. оо. Василіян у Жовкві, 1937. — 300 с. : іл., табл. — (Бібліотека українознавства ; т. 1-2).
- Іларіон (митрополит). Легенди світу [Архівовано 19 вересня 2020 у Wayback Machine.] / митрополит Іларіон. — Париж: Наша культура, 1946. — 92 с. : іл., портр.
- Свята відправа вечірня і рання [Архівовано 20 вересня 2020 у Wayback Machine.] / на укр. мову з грец. пер. проф. Іван Огієнко. — Львів ; Київ: б. в., 1922. — 289 с.
- Огієнко І. Свято української культури: нарис з історії початків укр. друкарства [Архівовано 6 серпня 2020 у Wayback Machine.] / проф. Іван Огієнко. — Варшава: Накладом вид-ва «Наш Світ», 1924. — 34, 1 с. : іл. — (Наш Світ. Бібліотека).
- Огляд українського язикознавства (1907).
- Орфографический словарь: Справочная книжка по русскому языку (1914).
- Иноземные элементы в русском языке: История проникновения заимствованных слов в русский язык (1915).
- Історія української культури (1918).
- Свята Служба Божа св. Отця нашого Іоана Золотоустого, мовою українською — Частина перша, Текст: Приношення або Проскомідія, Служба Божа св. Отця нашого Іоана Золотоустого, Молитви після Святого Причастя (Львів, 1922)]
- Свята Служба Божа св. Отця нашого Іоана Золотоустого, мовою українською — Частина друга, Пояснення до Тексту, Методи перекладу Богослужбових книг на українську мову, Пояснення до перекладу Літургії І. Золотоустого, Покажчик пояснених тут слов'янських слів в азбучнім порядкові, Благодійне видавництво «Українська Автокефальна Церква» під Реакцією Проф. І. Огієнка випуск книжок (Львів, 1922).
- Свята Вечірня відправа (Львів, 1922).
- Повечірря та Північна відправа (Львів, 1922).
- Свята Рання відправа (Львів, 1922)
- Мала Вечірня, Свята цілонічна відправа, Повсякденна північна відправа, Суботна північна відправа, Недільна північна відправа (Львів, 1922)
- Година перша, Година третя, Година шоста, Година дев'ята (Львів, 1922).
- Велике Повечір'я (Львів, 1922).
- Відпусти денні, Відпусти Владичних свят, Тропарі і Кондаки свят рокових, Святкові Прокимни на ранній відправі (Львів, 1922)
- Ранні Євангелії (Львів, 1922)
- Вдячна молитва святого Амвросія, єпископа Медіоланського, Націоналізація богослужбового тексту, Післямова, Зміст цеї книжки, Друкарські помилки (Львів, 1922).
- Свято української культури: нарис з історії початків українського друкарства (Київ, 1924) [Архівовано 2 квітня 2015 у Wayback Machine.].
- Український стилістичний словник (1924).
- Історія українського друкарства (1925) [Архівовано 22 травня 2011 у Wayback Machine.].
- Чистота і правильність української мови (1925).
- Кирило і Мефодій: їх життя і діяльність (тт. 1–2, 1927—1928).
- Пам'ятки старослов'янської мови 10–11 ст. (1929).
- Українська літературна мова 16 ст. і Крехівський Апостол 1560 р. (тт. 1–2, 1930).
- Сучасна українська літературна мова (1935).
- Українська Церква (Том 1 [Архівовано 17 березня 2013 у Wayback Machine.], Том 2 [Архівовано 17 березня 2013 у Wayback Machine.], 1942).
- Слово о полку Ігоревім (1949, 1967).
- Історія української літературної мови. — Київ, 2001 ([https://library.kr.ua/wp-content/elib/ogienko/ogienko.pdf перше видання — Вінніпег, 1949)] [Архівовано 19 листопада 2016 у Wayback Machine.].
- Іконоборство (1954).
- Візантія і Україна [Архівовано 1 липня 2015 у Wayback Machine.] (1954).
- Українська Церква за Б. Хмельницького 1647—1657 (1955).
- Князь Костянтин Острозький і його культурна праця (1958);
- Святий Димитрій Туптало. Його життя й праця (1960).
- Преподобна Анна Всеволодівна.
- Преподобний Паїсій Величковський.
- Дохристиянські вірування українського народу. Історико-релігійна монографія (1965) [Архівовано 9 травня 2016 у Wayback Machine.].
- Канонізація святих в Українській Церкві (1965).
- Життєписи великих українців / Упоряд. М. Тимошик (1999).
- Іларіон (митрополит). Легенди світу / митрополит Іларіон. — Париж: Наша культура, 1946. — 92, 1 с. : іл., портр. [Архівовано 19 вересня 2020 у Wayback Machine.]
- Тарас Шевченко / Упоряд. М. Тимошик (2002).
- Свята відправа вечірня і рання / на укр. мову з грец. пер. проф. Іван Огієнко. — Львів ; Київ: б. в., 1922. — 289 с. [Архівовано 20 вересня 2020 у Wayback Machine.]
- Огієнко І. Програм опису кирилівських стародруків / І. Огієнко. — Варшава: б. в., 1932. — 31 с., окр. 11 арк. вклад. [Архівовано 10 червня 2020 у Wayback Machine.]
- Містечко Брусилів і його околиці[13]

### Посмертні видання
За заповітом архів і бібліотеку Огієнка мали перевезти в Україну в разі здобуття державної та церковної незалежності. Після тривалих перемовин, беручи до уваги тодішній культурно-політичний стан, розпорядники вирішили надати копії Миколі Тимошику, залишивши оригінали у Вінніпезі. 5 травня 2000 року в Києві зареєстровано Фундацію імені митрополита Іларіона (Огієнка) для здійснення проєкту «Запізніле вороття» в рамцях двох серій «Рукописна спадщина» (раніше ніколи невидане) та «Зарубіжні першодруки» (раніше невидане в Україні). Розмір канадського архіву: близько 100 картонних коробок, по 1 метру завширшки, завглибшки й заввишки. Усередині містилися листи, записки, рукописи, «нотатки, зроблені десь у готелі на цигарковому папері, серветках». «Містечко Брусилів та його околиці» знайдено в київському архіві.
Численні раніше неопубліковані листи з канадських та українських архівів також видано в епістолярних збірках інших укладачів. У січні 2021 року професор Тимошик заявив, що із 21 випущеним на ту мить томом його проєкту, видано не більше чверті вінніпезького архіву. Крім того, він знайшов у польському архіві велику колекцію польського періоду життя Огієнка (1921—1944). Зокрема листування з Андреєм Шептицьким, Симоном Петлюрою, Павлом Скоропадським, Дмитром Донцовим, Іваном Крип'якевичем, Осипом Маковеєм та іншими. Колекція вважалася спаленою під час бомбардувань радянськими військами Варшави. Потреба в значних коштах для необхідної плати за копіювання великої кількості документів стала на заваді цим імовірним виданням. До добірки також увійшли: проєкти відозв і проповідей, недруковані власні твори, нотатки, матеріали до журналів «Рідна Мова» й «Наша Культура», юридичні документи, особисті світлини, візитівки та витинки з газет. Загалом: 177 справ, по 4-60 сторінок у кожній. Найбільше сторінок мають теки з чернетками й рукописами.
У 2024 році вийшло сьоме видання «Української культури», перше в повному обсязі з оригіналом 1917 року, зробленим за наказом Петлюри. Тимошик знайшов книжечку в літньої жінки у США після довгих пошуків.

## Вшанування пам'яті

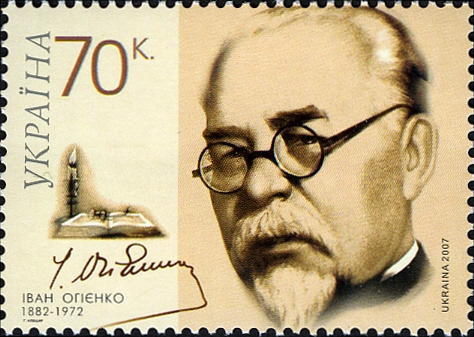
Поштова марка України, 2007 рік

Меморіальна дошка Іванові Огієнку у Києві (бульвар Тараса Шевченка, 14)

- 17 квітня 1992 року на установчих зборах було створено Всеукраїнське товариство Івана Огієнка з центром у Кам'янці-Подільському.
- 1995 р. заснування премії імені Івана Огієнка. Це друга в Україні багатогалузева премія після Шевченківської, яка відповідає багатосторонній діяльності цієї людини на ниві українського відродження. Засновники її — Національна спілка письменників України, Житомирська обласна рада, Фонд розвитку мистецтв України та Всеукраїнське товариство Івана Огієнка. Щорічне урочисте вручення премій новим лауреатам у галузі літератури і мистецтва, в галузі науки і освіти, в галузі громадської, політичної та церковної діяльності відбувається в день пам'яті Івана Огієнка — 29 березня — на його батьківщині в Брусилові.
- 1997 р. коли відзначали 115-ту річницю від дня народження митрополита Іларіона й 25-ту — від дня його смерті, ЮНЕСКО оголосило, завдяки клопотанням української діаспори, Роком Івана Огієнка.
- 1997 р. (червень) — пам'ятний знак у м. Винниках (біля Львова) на вул. Галицькій, на якому викарбувано: «Тут стояла хата, у якій у 1922—1924 рр. жив з родиною Іван Огієнко — великий син українського народу».
- 1998 р. згідно з розпорядженням столичної мерії, встановлено меморіальну дошку на приміщенні гуманітарного корпусу Київського національного університету імені Тараса Шевченка, де вчився і працював професор І.Огієнко.
- 2000 року в Києві утворено Фундацію імені митрополита Іларіона — благодійну організацію, однією з головних завдань якої є повернення і видання в Україні рукописних і друкованих за кордоном праць І. Огієнка.
- 2002 р. частина архіву митрополита Іларіона передана Україні канадським урядом.
- 17 вересня 2003 р. при вході до головного корпусу Кам'янець-Подільського педагогічного університету відкрито пам'ятну дошку І. Огієнкові.
- 2007 р. була випущена поштова марка України, присвячена І.Огієнкові.
- 12 червня 2007 р. увійшла в обіг ювілейна монета номіналом 2 гривні, присвячену I.Огієнкові. Монету виготовлено з нейзильберу, якість карбування — «спеціальний анциркулейтед», маса — 12,8 г, діаметр — 31,0 мм, тираж — 35 000 штук. Гурт монети рифлений.
- 2008 р. — надання імені Івана Огієнка Кам'янець-Подільському національному університетові.
- 2009 р. — на базі громадського музею створено Брусилівський історичний музей імені Івана Огієнка. Експозиція музею відображає основні етапи його життя та громадської діяльності.
- 25 березня 2012 р. на стіні приміщення історичного факультету Волинського національного університету ім. Лесі Українки освятили меморіальну дошку Івану Огієнкові (митрополитові Іларіону).
- Вулиці, названі на честь Івана Огієнка в різних містах України.

### Пам'ятники
- Перший у світі відкрито 1988 р. у м. Саскатун (Канада) навпроти пансіонату імені Іларіона.[19].
- Перший в Україні відкрито 21 серпня 2010 р. на його батьківщині в м. Брусилові (Житомирщина).[19]
- 2010 р., жовтень — відкриття пам'ятника Іванові Огієнку (митрополиту Іларіону) у м. Винниках (біля Львова). У Винниках пам'ятник І. Огієнку є другим в Україні і третім у світі.[19]
- Пам'ятник у м. Житомирі відкрито у червні 2017 року біля Свято-Михайлівського кафедрального собору.[20]

## Епістолярна спадщина
- Епістолярна спадщина Івана Огієнка (митрополита Іларіона) (1907—1968) [Архівовано 14 серпня 2014 у Wayback Machine.] / / Держкомархів України, УДНДІАСД; упоряд.: В. П. Ляхоцький, Н. П. Московченко, І. М. Преловська. — К., 2001. — 477 с.
- Листи громадських діячів, представників української науки, культури і церкви до Івана Огієнка (митрополита Іларіона) 1910—1969 [Архівовано 7 січня 2014 у Wayback Machine.]. / Упор.: І. Преловська та ін. — Київ, 2011. — 744 с.
- Листування Івана Огієнка, (1909—1921) / Хмельниц. гуманіт.-пед. акад., Держ. архів Хмельниц. обл. ; упоряд. В. Р. Адамський. — Кам'янець-Подільський: Медобори-2006, 2014. — 687 с. [Архівовано 21 вересня 2020 у Wayback Machine.]